# Guangzhou Huangpu International Tennis Open 2024
Il Guangzhou Huangpu International Tennis Open 2024 è stato un torneo maschile di tennis professionistico. È stata la 1ª edizione del torneo, facente parte della categoria Challenger 100 nell'ambito dell'ATP Challenger Tour 2024, con un montepremi di 134 000 $. Si è giocato dal 9 al 15 settembre 2024 sui campi in cemento di Canton, in Cina.

## Partecipanti

### Teste di serie
| Nazionalità | Giocatore              | Ranking* | Testa di serie |
| ----------- | ---------------------- | -------- | -------------- |
| Australia   | Christopher O'Connell  | 87       | 1              |
| Italia      | Luca Nardi             | 90       | 2              |
| Kazakistan  | Michail Kukuškin       | 117      | 3              |
| Francia     | Térence Atmane         | 120      | 4              |
| Moldavia    | Radu Albot             | 138      | 5              |
| Stati Uniti | Maxime Cressy          | 161      | 6              |
| Argentina   | Federico Agustín Gómez | 182      | 7              |
| Regno Unito | Paul Jubb              | 192      | 8              |

* Ranking al 26 agosto 2024.

### Altri partecipanti
I seguenti giocatori hanno ricevuto una wild card per il tabellone principale:
- Mo Yecong
- Xiao Linang
- Zeng Yaojie

I seguenti giocatori sono passati dalle qualificazioni:
- Evgenij Donskoj
- Kris van Wyk
- Markos Kalovelonis
- Rishab Agarwal
- Mitsuki Wei Kang Leong
- Wishaya Trongcharoenchaikul

## Punti e montepremi
| Torneo    | Torneo              | V      | F      | SF    | QF    | 2T    | 1T    | Q | Q2  | Q1  |
| Singolare | Punti               | 100    | 50     | 25    | 14    | 7     | 0     | 4 | 2   | 0   |
| Singolare | Premi in denaro ($) | 17 650 | 10 380 | 6 140 | 3 570 | 2 105 | 1 270 | – | 635 | 320 |
| Doppio    | Punti               | 100    | 50     | 25    | 14    | –     | 0     | – | –   | –   |
| Doppio    | Premi in denaro ($) | 7 590  | 4 400  | 2 645 | 1 570 | –     | 880   | – | –   | –   |

## Campioni

### Singolare
Christopher O'Connell ha sconfitto in finale  Sho Shimabukuro con il punteggio di 1–6, 7–5, 7–6(5).

### Doppio
Evan King /  Reese Stalder hanno sconfitto in finale  Francis Casey Alcantara /  Pruchya Isaro con il punteggio di 4–6, 7–5, [10–5].